# Андегский сельсовет
А́ндегский сельсовет — муниципальное образование в Заполярном районе Ненецкого автономного округа.
Административный центр и единственный населённый пункт — деревня Андег.

## География
Андегский сельсовет находится в Ненецком автономном округе, на берегу реки Печора, в 30 км на север от Нарьян-Мара.

## Население
| 1999 | 2010 | 2011 | 2012 | 2013 | 2014 | 2015 | 2016 | 2017 |
| ---- | ---- | ---- | ---- | ---- | ---- | ---- | ---- | ---- |
| 288  | ↘175 | ↗180 | ↘166 | ↗169 | ↗186 | ↘179 | ↘175 | ↘156 |
| 2018 | 2019 | 2020 | 2021 | 2023 |      |      |      |      |
| ↗161 | ↘139 | ↗140 | ↘104 | ↘97  |      |      |      |      |

Самое малочисленное муниципальное образование Заполярного района.
По данным Избирательной комиссии Ненецкого автономного округа в деревне Андег на 14 октября 2012 года насчитывалось 166 избирателей.

## Состав поселения
- Андег (деревня, административный центр) — 97[1]

С 1992 по 2009 годы в состав муниципального образования «Андегский сельсовет» входила упразднённая ныне деревня Нарыга, жители которой переселены в село Тельвиска.

## Экономика
Основное занятие населения — рыболовство.